# 卡德尼科夫斯基农村居民点
卡德尼科夫斯基农村居民点（俄语：Сельское поселение Кадниковское）是俄罗斯联邦沃洛格达州沃热加区所属的一个农村居民点。其下辖有3个居民点，行政中心为卡德尼科夫斯基。据2015年统计，该农村居民点的人口为2189人。